# Paden City
Paden City è un comune degli Stati Uniti d'America, situato nelle contee di Tyler e di Wetzel nello Stato della Virginia Occidentale.
Situato lungo il fiume Ohio il centro abitato si affaccia sull'isola di Paden Island.